# Leucospis maculata
Leucospis maculata är en stekelart som beskrevs av Lewis H. Weld 1922. Leucospis maculata ingår i släktet Leucospis och familjen Leucospidae. Inga underarter finns listade i Catalogue of Life.